# Кондратьєв Андрій Герасимович
Кондратьєв Андрій Герасимович — син Герасима Кондратьєва. Сотник, полковник сумський.

## Біографія
Народився приблизно в 1640—1645 році.В 1662 купив село Краснопілля, а в 1688 й пушкарню біля його. В 1695 році купив село Терешківка, а в 1700 побудував там церкву Іоана Предтечи.В 1699 купив грамоту на заселення територій біля р. Бобрик і наказав заснувати село, через рік докупив частину Великого Бобрикка, більшу частину якого сам і заснував. В 1687 році встав сотником. Оскільки Андрій був молодшим сином Герасима Кондратьєва він отримав полковницьку булаву останнім. Андрій став сумським полковником тільки після смерті батька в 1701 році. Через ріе зміг довести свої права на спадщину сіл Кровне, Хотінь та Миколаївка, які були засновані його батьком. За його недовге правління було збудовано багато церков і був внесений вклад в розвиток сумського краю. Андрій Кондратьєв встиг за життя заснувати село Рясне.Учасник Кримського походу (1687), Північної війни, учасник Інгерландського походу, та багатьох мілких боїв проти татар. Був дуже набожний, і побудував Воскресенську церкву в Сумах 1702 року будівництва. В 1708 році відправлений в дике поле для контроля ситуації але загинув 9 червня того ж року в боях проти розбійницьких загонів К.Булавіна.

## Пернач полковника
Недавно була знайдена печатка клейнода Андрія Кондратьєва, яку він втратив під час бою з булавинцями.
Їх знайшли в музеї Санкт-Петербурга та привезли в Київ на дослідження. Історик Олександр Алфьоров виявив що вона належить Андрія Кондратьєву. Зараз зберігається в Києві.

## Пам'ять
Пам'ять про Андрія Кондратьєва у Сумах зберігається і сьогодні — це Воскресенський храм, збудований ним незадовго до загибелі (1702).